# Метилэстрадиол
Метилэстрадио́л (Ginecosid, Ginecoside, Mediol или Renodiol; химическая формула — C19H26O2) — эстрогенный препарат, использующийся для лечения симптомов менопаузы. Он выпускается в комбинации с норметандроном, прогестином и андрогенным / анаболическим стероидным препаратом и принимается пероральным способом приёма лекарственных средств.
Побочные эффекты метилэстрадиола включают, среди прочего, тошноту, напряжение молочных желез, отёки и прорывные кровотечения. Является эстрогеном или агонистом эстрогеновых рецепторов, а также биологической мишенью эстрогенов, таких как эстрадиол.
Метилэстрадиол продается или продавался в Бразилии, Венесуэле и Индонезии. Помимо использования в качестве лекарственного средства, метилэстрадиол изучался на предмет использования в качестве радиофармацевтического препарата для эстрогенового рецептора.

## История
Метилэстрадиол впервые появился на рынке в 1955 году под названием Фолликозид, а в комбинации с метилтестостероном под названием «Климанозид».

## Общество и культура

### Общие наименования
Метилэстрадиолу не присвоено ни INN, ни другие официальные наименования. Его родовое название на английском и немецком языках — «метилэстрадиол», на французском — «метилэстрадиол», а на испанском — метилэстрадиол. Он также известен как «17α-метилэстрадиол».

### Торговые марки
Метилэстрадиол продается или продавался под торговыми названиями Ginecosid, Ginecoside, Mediol и Renodiol, все в комбинации с норметандроном.

## Химия
Метилэстрадиол, или 17α-метилэстрадиол (17α-МЭ), также известный как 17α-метилэстра-1,3,5(10)-триен-3,17β-диол, является синтетическим стероидом на основе эстрана и производных эстрадиола. В частности, это производное эстрадиола с метильной группой в положениях C17α. Близкородственные стероиды включают этинилэстрадиол (17α-этинилэстрадиол) и этилэстрадиол (17α-этилэстрадиол). Циклопентиловый эфир С3 метилэстрадиола был изучен и показал большую эффективность при пероральном приеме, чем метилэстрадиол у животных, аналогично хинестролу (3-циклопентиловый эфир этинилэстрадиола) и хинестрадолу (3-циклопентиловый эфир эстриола).

## Медицинское использование
Метилэстрадиол используется в сочетании с прогестином и андрогенным/анаболическим стероидом норметандроном (метилэстренолон) при лечении симптомов менопаузы.

### Доступные формы
Метилэстрадиол продается в комбинации с норметадроном в виде таблеток для перорального способа приёма, содержащих 0,3 мг метилэстрадиола и 5 мг норметандрона.

### Побочные эффекты
Побочные эффекты метилэстрадиола включают в себя тошноту, напряжение молочных желез, отёки и прорывные кровотечения.

## Фармакология

### Фармакодинамика
Метилэстрадиол является эстрогеном или агонистом рецептора эстрогена. Он проявляет несколько меньшее сродство к рецептору эстрогена, чем эстрадиол или этинилэстрадиол.
Метилэстрадиол является активным метаболитом андрогенов/анаболических стероидов метилтестостерона (17α-метилтестостерон), метандиенона (17α-метил-δ 1 -тестостерон) и норметандрона (17α-метил-19-нортестостерон) и отвечает за их эстрогенные побочные эффекты, такие как гинекомастия и отёк.

### Фармакокинетика
Благодаря наличию метильной группы (C 17α) метилэстрадиол не может быть дезактивирован путем окисления гидроксильной группы (С17β), что приводит к улучшению метаболической стабильности и активности по сравнению с эстрадиолом. Это аналогично случаю этинилэстрадиола и его этинильной группы (C17α).

## Доступность
Метилэстрадиол продается или продавался в Бразилии, Венесуэле и Индонезии.